# Nădejdea
Nădejdea (Hongaars: Ajnád) is een dorp in de comună Mihăileni, Harghita district, Transsylvanië, Roemenië.

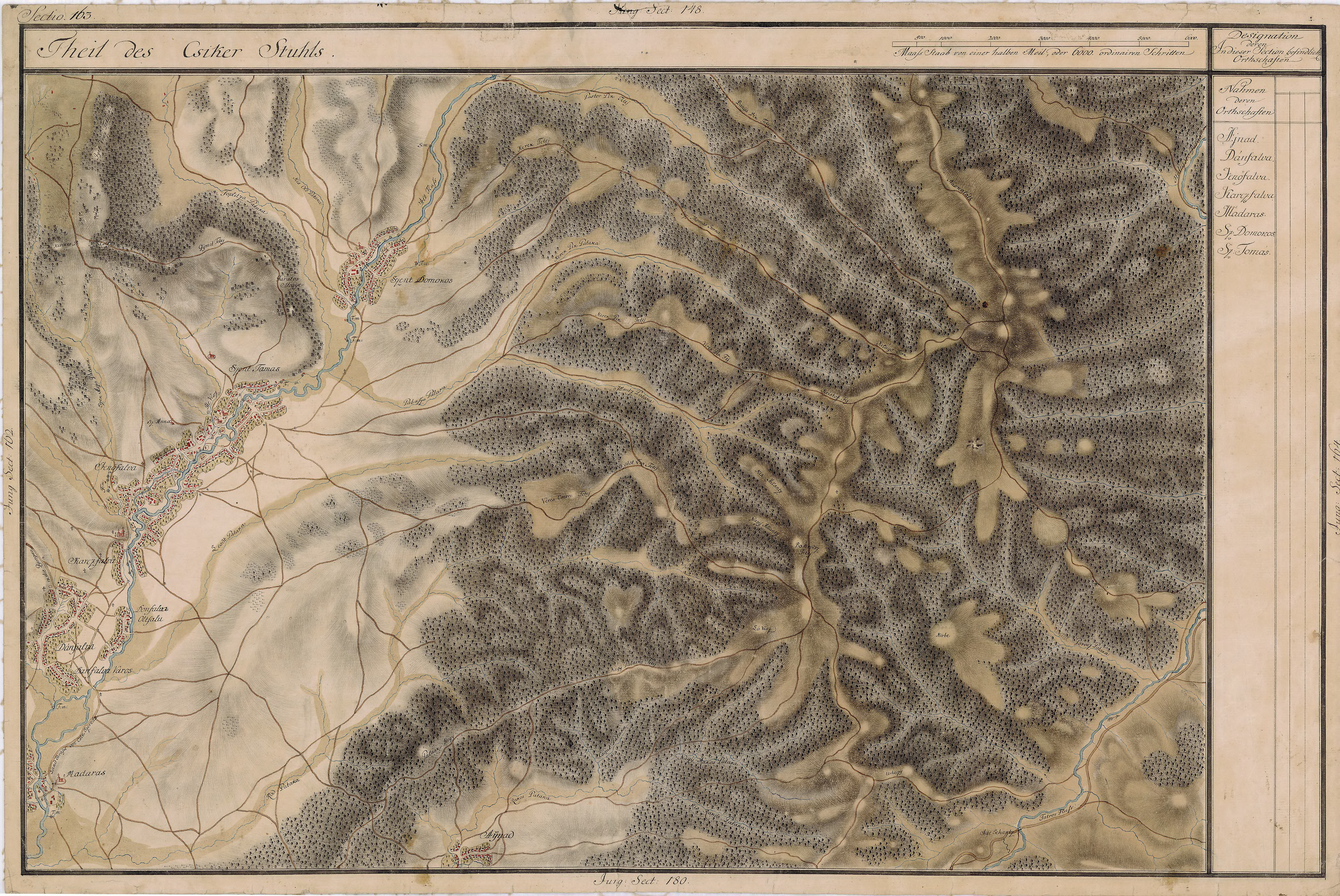
Nădejdea op de Jozefijnse Landsopname van Transsylvanië, 1769-73